# Gerard Grzywaczyk

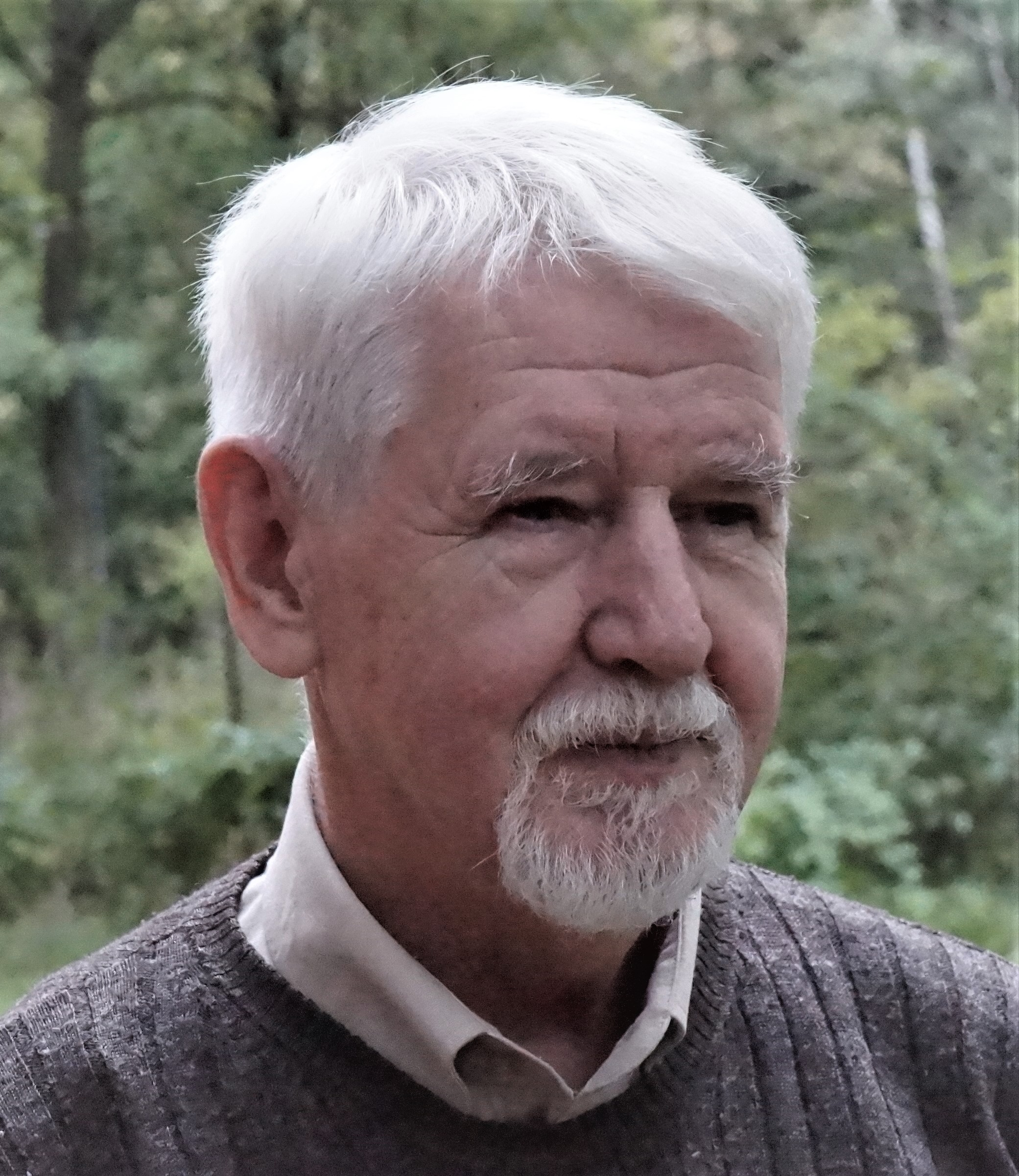
Gerard Grzywaczyk, 2018

Gerard Grzywaczyk (* 30. April 1941 in Piekary Śląskie) ist ein polnischer Künstler und Bildhauer.

## Ausbildung
Im Jahr 1961 erhielt er das Abitur im staatlichen Gymnasium der plastischen Künste in Kattowitz. Im Jahr 1968 beendete er sein Studium an der Fakultät für Bildhauerei der Akademie der Schönen Künste in Krakau.
Er wohnt mit seiner Frau in Katowice. Sein Sohn, Wojciech Grzywaczyk, ist ebenfalls erfolgreicher Bildhauer.

## Teilnahme an Ausstellungen

### Ausländische Ausstellungen
- 1971: im Rahmen der Kattowitzer ZPAP im internationalen Kunstsalon in Paris
- 1977: Ausstellung der Pariser Akademie der Künstler Zentraleuropas (Silbermedaille einzeln)
- 1999: Ózd (Ungarn)
- 2001: Termoli und Rom (Italien)
- 2007: Iserlohn und Remagen (Deutschland)

### Landesausstellungen
- 1969, 1971: 2. und 3. Gesamtpolnische Ausstellung der jungen Skulpturen in Krakau (Medaille und Preis – 1-jähriges künstlerisches Stipendium des Kultusministers)
- 2001: Galerie Opole
- 2002: Galerie Kolberg
- 2003: Alte Kordegardie Warschau

### Einzelausstellungen
- 2006: Rückblicks-Ausstellung zum 40. Jubiläum künstlerischer Tätigkeit in der städtischen Kunstgalerie in Königshütte
- 2011: Museum der Erzdiözese Kattowitz – Galerie der modernen Künste „Fra Angelico“

## Wichtige Arbeiten
- Reliefs im Eingangstor des Königshütter Kulturzentrum
- Grabmal der „September“-Soldaten in Königshütte
- Springbrunnen-Installation mit Skulptur im Park „Skałka“ in Świętochłowice
- in der Galerie der schlesischen Skulptur auf dem Gebiet des Schlesischen Parkes die Skulptur „Siedząca – zastygła w kamieniu“ (Die Sitzende – im Stein gefroren)
- „Szum wiatru“ (Windrauschen) im Kattowitzer Waldpark
- Kapelle der hl. Barbara im Christus-König-Dom in Kattowitz mit einer Patronensfigur
- Epitafium für die Bergleute der Grube „Wujek“ (früher „Oheim“) und alle anderen, die unter Tage verstorben sind
- Büste von Wojciech Korfanty mit Gedenktafeln, u. a. den besonderen Schlesiern
- Figurengruppe in der Fassade der Kapelle des städtischen Friedhofes in Kattowitz
- Denkmal für die heldenhaften Pfadfinder von Königshütte – 1939–1945
- Gedenktafeln für Wojciech Korfanty im Dom des hl. Jan in Warschau und im Dom in Prag
- Kopie des Berliner E.-Mitscherlich-Denkmals von E. Hartzer aus dem Jahr 1894 für die Einwohner der Stadt Jever
- Monument für die jüdische Bevölkerung in Königshütte
- viele Sakralskulpturen (u. a. in den Kirchen des hl. Florian und des hl. Herbert)
- sowie viele weitere Gedenktafeln, Skulpturen, Büsten und Medaillen

## Auszeichnungen
- Silbernes Verdienstkreuz
- Königshütter Juliusz Ligon - Medaille
- Preis des Präsidenten der Stadt Königshütte auf dem Gebiet der Kunst